# Пастер, Максим Анатольевич
Макси́м Анато́льевич Пасте́р (4 декабря 1975, Харьков, УССР, СССР — 1 сентября 2023 года, Махачкала, Россия) — украинский и российский оперный певец (тенор), педагог, солист Большого театра.

## Биография
Родился в Харькове в семье хормейстеров. В 1994 году окончил отделение хорового дирижирования Харьковского музыкального училища (класс А. Кошмана и А. Линькова), в 2003 году — вокальный факультет Харьковского государственного института искусств (класс профессора Л. Цуркан; класс камерного пения — Д. Гендельман).
В 2002—2003 — солист Харьковского государственного театра оперы и балета. В 2003 г. дебютировал в Национальной опере Украины имени Т. Шевченко в «Реквиеме» Дж. Верди.
В 2003 году дебютировал в Большом театре в партии Баяна на премьере оперы «Руслан и Людмила» М. Глинки.
В 2004 году принят в Большой театр России.
С 2013 года преподавал в РАТИ,  был старшим преподавателем кафедры вокального искусства.
1 сентября 2023 года скоропостижно скончался, находясь в отпуске в Махачкале. Церемония прощания прошла в Большом театре. Похоронен на Домодедовском кладбище.

## Репертуар
- Рулевой («Летучий голландец» Р. Вагнера)
- Чайковский («Дети Розенталя» Л. Десятникова)
- Макдуф («Макбет» Дж. Верди)
- Андрей («Мазепа» П. Чайковского)
- Мефистофель («Огненный ангел» С. Прокофьева)
- Шуйский («Борис Годунов» М. Мусоргского)
- Зиновий Борисович («Леди Макбет Мценского уезда» Д.Шостаковича)
- Пинкертон («Мадам Баттерфляй» Дж. Пуччини)
- Царь Берендей («Снегурочка» Н. Римского-Корсакова)
- Понг («Турандот» Дж. Пуччини)
- Лыков («Царская невеста» Н. Римского-Корсакова)
- Ремендадо («Кармен» Ж. Бизе)
- Труффальдино («Любовь к трём апельсинам» С. Прокофьева)
- Капитан («Воццек» А. Берга)
- Рудольф («Богема» Дж. Пуччини)
- Карл VII («Орлеанская дева» П. Чайковского)
- Первый актер, Первый разбойник («История Кая и Герды» С. Баневича)

Также в репертуаре:
- Паолино («Тайный брак» Д. Чимарозы)
- Люченцио («Укрощение строптивой» В. Шебалина)
- Неморино («Любовный напиток» Г. Доницетти)
- Альфред («Травиата» Дж. Верди)
- Герцог Мантуанский («Риголетто» Дж. Верди)

Партии тенора в Реквиеме и «Коронационной мессе» В. А. Моцарта, Реквиеме Дж. Верди, Реквиеме Э. Л. Уэббера; мессах G-dur, As-dur Ф. Шуберта, «Маленькой торжественной мессе» и «Stabat Mater» Дж. Россини, «Stabat Mater» А. Дворжака и других сочинениях.

## Гастроли
В 2004 г. принял участие в концертном исполнении «Русалки» А. Дворжака, исполнив партию Принца, (Большой зал Московской консерватории, дирижёр Валерий Полянский).
В 2005 г. гастролировал с Детским хором Большого театра под руководством хормейстера Юлии Молчановой по городам Германии.
В 2005 г. участвовал в исполнении «Пульчинеллы» И. Стравинского, кантаты «Семеро их» С. Прокофьева (Большой зал Московской консерватории, дирижёр Геннадий Рождественский), Девятой симфонии и Tе Deum А. Брукнера (там же, дирижёр Гюнтер Хербиг).
В 2006 г. участвовал в исполнении Мессы Es-dur Ф. Шуберта в театре Сан — Карло (Неаполь), исполнял «Свадебку» И. Стравинского и «Вальпургиеву ночь» Ф. Мендельсона в Веймаре и Лейпциге, Реквием Дж. Верди в Гётеборге (Швеция).
В 2007 г. спел партию Шуйского в театре Комунале в Болонье (дирижёр Даниэле Гатти, режиссёр Тони Сервилло), Дона Оттавио («Дон Жуан» В. А. Моцарта) в Театре имени Дж. Верди в Триесте (Италия), участвовал в исполнении оперы «Саломея» Р. Штрауса в дрезденской Земпер-опере (дирижёр Фабио Луизи, режиссёр Питер Муссбах).
В 2008 г. участвовал в исполнении «Te Deum» Ж. Бизе (Большой зал Московской консерватории, дирижёр Владимир Федосеев).
Участник проекта «Парад теноров» («ТенорА XXI века»), в рамках которого гастролировал в России и странах СНГ.
Сотрудничал с режиссёрами Робертом Уилсоном, Эймунтасом Някрошюсом, Робертом Стуруа, Франческой Замбелло и Темуром Чхеидзе.

## Награды
В 2000 г. получил две II премии (по оперному и камерному разделам) Международного конкурса имени Антонина Дворжака (Карловы Вары).
В 2002 г. завоевал I премию и специальный приз Союза композиторов РФ Международного конкурса камерного пения «Янтарный соловей» (Калининград) и Гран при Международного конкурса молодых исполнителей имени Анатолия Соловьяненко «Соловьиная ярмарка» (Донецк).
В том же году стал дипломантом Международного конкурса имени Н. В. Лысенко в Киеве, обладателем специального приза (за лучшее исполнение народной песни) Международного конкурса имени П. И. Чайковского в Москве, получил диплом «Молодой человек года» в области культуры и искусства и стипендию премии имени Н. Манойло (Харьков).
В 2004 г. получил Гран-при I международного конкурса вокалистов имени Бориса Гмыри (Киев).
В 2005 г. был награждён премией Фонда Ирины Архиповой.
В 2007 г. получил III премию Международного конкурса имени П. И. Чайковского.